# 286 î.Hr.

## Decese
- dată necunoscută: Ptolemeu I Soter  (n. ?)